# Ngọc Thư
Ngọc Thư có tên đầy đủ là Nguyễn Ngọc Thư (sinh năm 1965) là nữ diễn viên điện ảnh và sân khấu, sĩ quan Quân đội nhân dân Việt Nam với hàm Đại tá. 

## Tiểu sử
Năm 2012, Ngọc Thư được phong danh hiệu Nghệ sĩ ưu tú. Từ cuối tháng 12 năm 2012, Ngọc Thư được bổ nhiệm làm Phó Giám đốc Nhà hát kịch Quân đội. Từ năm 2015, bà được bổ nhiệm làm Giám đốc Nhà hát Kịch nói Quân đội. Năm 2019, bà được phong danh hiệu Nghệ sĩ nhân dân.
Ngọc Thư Học chung lớp sân khấu với diễn viên Minh Tuấn họ kết hôn vào năm vào năm 1989 và có hai người con. Vợ chồng bà cùng nghỉ hưu với quân hàm đại tá. Co gái lớn của họ là Linh Chi từng đóng cùng bố mẹ trong phim Cha tôi và hai người đàn bà.

## Tác phẩm

### Phim truyền hình
| Năm  | Tựa đề                                   | Vai diễn     | Đạo diễn                          | Hình thức phim       | Chú thích |
| ---- | ---------------------------------------- | ------------ | --------------------------------- | -------------------- | --------- |
| 1994 | Cha tôi và hai người đàn bà              | Lan          | Vũ Châu                           | Điện ảnh truyền hình |           |
| 1995 | Nàng Kiều trúng số                       | Cô bán cam   | Lê Đức Tiến                       | Điện ảnh truyền hình |           |
| 1996 | Sống mãi với Thủ đô                      | Phượng       | Lê Đức Tiến                       | Dài tập              |           |
| 1996 | Ngọt ngào và man trá                     | Thoa         | Nguyễn Hữu Phần; Phi Tiến Sơn     | Ngắn tập             |           |
| 1996 | Cỏ lồng vực                              | Chị cán bộ   | Vũ Trường Khoa                    | Điện ảnh truyền hình |           |
| 1997 | Cơn bão đen                              |              | Hữu Mười, Vũ Đình Thân            | Điện ảnh truyền hình |           |
| 1997 | Ảo ảnh trắng                             |              | Đặng Lưu Việt Bảo                 | Ngắn tập             |           |
| 1998 | Chuyện làng Nhô                          | Sinh         | Đặng Lưu Việt Bảo                 | Ngắn tập             |           |
| 1998 | Sau lũy tre làng                         | Quê          | Vũ Phạm Từ                        | Điện ảnh truyền hình |           |
| 1999 | Cảnh sát hình sự - Nước mắt của mẹ       |              | Nguyễn Khải Hưng                  | Dài tập              |           |
| 2000 | Chuyện đã qua...                         | Luyến        | Trần Phương                       | Ngắn tập             |           |
| 2001 | Bến nước ... Đời người                   | Son          | Trần Phương                       | Ngắn tập             |           |
| 2001 | Những mảnh đời ngang trái                | Vợ Tơ        | Vũ Châu                           | Dài tập              |           |
| 2001 | Hồi sinh                                 | Bác sĩ Mai   | Bùi Huy Thuần                     | Dài tập              |           |
| 2001 | Cha con ông giám đốc                     |              | Nguyễn Quang                      | Điện ảnh truyền hình |           |
| 2002 | Của chìm của nổi                         | Chị Tý       | Nguyễn Thế Hồng                   | Ngắn tập             |           |
| 2002 | Cảnh sát hình sự - Cổ cồn trắng          |              | Trần Hoài Sơn                     | Dài tập              |           |
| 2003 | Súc sắc súc sẻ                           |              | Trần Hoài Sơn                     | Điện ảnh truyền hình |           |
| 2003 | Bình minh đỏ                             |              | Trần Phương                       | Dài tập              |           |
| 2003 | Vị tướng tình báo và hai bà vợ           |              | Bùi Cường                         | Dài tập              |           |
| 2004 | Cảnh sát hình sự - Bí mật những cuộc đời |              | Nguyễn Hữu Phần; Vũ Hồng Sơn      | Dài tập              |           |
| 2006 | Chuyện ở tỉnh lẻ                         | Thư          | Đỗ Chí Hướng; Hoàng Lâm           | Dài tập              |           |
| 2006 | Miền quê thức tỉnh                       |              | Trọng Trinh, Hoàng Nhung          | Dài tập              |           |
| 2007 | Làng ven đô                              | Vợ Tuấn      | Đỗ Chí Hướng                      | Dài tập              |           |
| 2008 | Điệp vụ CK 999                           |              | Trần Chí Thành                    | Điện ảnh truyền hình |           |
| 2008 | Khát vọng xanh                           |              | Trần Chí Thành                    | Điện ảnh truyền hình |           |
| 2021 | Phố trong làng                           | Bà Tiền      | Nguyễn Mai Hiền; Trần Trọng Khôi  | Dài tập              |           |
| 2022 | Lối nhỏ vào đời                          | Bà Liên      | Nguyễn Đức Hiếu; Lê Đỗ Ngọc Linh  | Dài tập              |           |
| 2022 | Thông gia ngõ hẹp                        | Bà Lâm Anh   | Trịnh Lê Phong                    | Dài tập              |           |
| 2023 | Cuộc đời vẫn đẹp sao                     | Mẹ Luyến     | Nguyễn Danh Dũng                  | Dài tập              |           |
| 2024 | Không thời gian                          | Bà Phỉu Khèn | Nguyễn Danh Dũng; Nguyễn Đức Hiếu | Dài tập              |           |
| 2025 | Hẹn ước ngày xuân                        | Bà Síu       | Nguyễn Love                       | Ngắn tập             |           |
| 2025 | Có anh, nơi ấy bình yên                  | Bà An        | Nguyễn Danh Dũng                  | Dài tập              |           |

### Điện ảnh
| Năm  | Tựa đề                 | Vai diễn      | Đạo diễn     | Chú thích |
| ---- | ---------------------- | ------------- | ------------ | --------- |
| 1995 | Nước mắt đàn bà        |               |              |           |
| 1996 | Người đàn bà không con | Thoan         | Bùi Cường    |           |
| 2002 | Hà Nội 12 ngày đêm     | Xã đội trưởng | Bùi Đình Hạc |           |
| 2023 | Kẻ ăn hồn              | Thị Khôi      | Trần Hữu Tấn |           |
| 2023 | Tết ở làng địa ngục    | Bà Tư         | Trần Hữu Tấn |           |